# Svidd Neger
Svidd Neger — саундтрек к одноимённому норвежскому фильму, написанный норвежской группой Ulver. На отдельном диске был выпущен лейблом Jester Records в 2003 году.

## Стиль и отзывы критиков
Критик Тайлер Манро в своей рецензии обобщённо охарактеризовал стиль альбома как «эмбиентную электронику, столь же откровенную, сколь и атмосферную». Он также заметил, что Svidd Neger «совершенно прекрасен», в отличие от кинофильма, саундтреком к которому является, довольно сложен и лучше воспринимается как единое целое, а не совокупность различных треков. Манро счёл удачным сочетание меланхоличных струнных партий и резкого звучания ударных.

## Список композиций
| №                   | Название              | Длительность |
| ------------------- | --------------------- | ------------ |
| 1.                  | «Preface»             | 1:41         |
| 2.                  | «Ante Andante»        | 0:53         |
| 3.                  | «Comedown»            | 2:18         |
| 4.                  | «Surface»             | 3:17         |
| 5.                  | «Somnam»              | 2:41         |
| 6.                  | «Wild Cat»            | 2:32         |
| 7.                  | «Rock Massif Pt. 1»   | 1:41         |
| 8.                  | «Rock Massif Pt. 2»   | 2:05         |
| 9.                  | «Poltermagda»         | 0:27         |
| 10.                 | «Mummy»               | 1:02         |
| 11.                 | «Burn the Bitch»      | 0:52         |
| 12.                 | «Sick Soliloquy»      | 0:21         |
| 13.                 | «Waltz of King Karl»  | 3:17         |
| 14.                 | «Sadface»             | 2:43         |
| 15.                 | «Fuck Fast»           | 0:20         |
| 16.                 | «Wheel of Conclusion» | 6:26         |
| Общая длительность: | Общая длительность:   | 32:45        |

## Участники записи
- Кристофер Рюгг (Trickster G.) (Garm) — вокал
- Йёрн Сверен — ударные, гитары, бас-гитары
- Туре Ильвисакер — программирование